# Bactriola vittulata
Bactriola vittulata là một loài bọ cánh cứng trong họ Cerambycidae.